# Damien Walters
Damien Gareth Walters (6 de abril de 1982) es un acróbata originario de Derbyshire Gran Bretaña que se ha especializado como gimnasta olímpico, doble de película y especialista en parkour.

## Carrera
Damien ha participado en cuatro Copas Mundiales de Trampoline. En el 2003, él junto con cuatro compañeros británicos tuvo el honor de ganar el título mundial en competencia en equipo. En los años 2001 y 2007, calificó en 4.º lugar junto con sus compañeros. También obtuvo el 5.º lugar en las competencias individuales en el 2003 y el 2005. Sin embargo, perdió el título con el equipo británico en 1992, justo después de que clasificaron en segundo lugar y Damien obtuviera el primer lugar en individuales los 2 años previos.
A partir del 2007, Walters dejó de participar en torneos y prefirió concentrarse en una serie de proyectos, la mayoría de ellos como doble de acción. Asimismo apareció en gran variedad de comerciales ejecutando increíbles acrobacias nunca antes vistas en sus shows, en uno de sus comerciales para coca cola zero, ejecuta varios actos dentro de un centro comercial subiendo las escaleras eléctricas por fuera, saltando un vehículo en movimiento y dando un salto mortal con una botella de la bebida entre sus piernas.
Damien Walters tuvo la oportunidad de aparecer en las películas: Hellboy II: The Golden Army, Ninja Assassin, Scott Pilgrim vs. The World, The Egles, I am the Number Four, Blitz, Colombiana, Sherlock Holmes: A Game of Shadows. Y en la película de Kick-Ass se le atribuye la colaboración como doble y coordinador de las peleas. Además aparece en la película 47 Ronin.
En el 2010, Walters gana el premio Taurus World Stunt Awards por “la mejor pelea” en la película de Ninja Assassin.
Damien también tiene una gran afición por la carrera libre o parkour en la cual combina su habilidad y destreza como doble así como gimnasta. En Youtube ha superado las 80 millones de visitas con sus videos, al igual que seguidores de esta disciplina.
Hoy en día Walters tiene su propio gimnasio, Derby City Gymnastics Club en Derby, en el cual hace rodajes de películas y videos para sus fanes de Youtube.

## Filmografía
| Año  | Título                             | Roll                  | Notes |
| ---- | ---------------------------------- | --------------------- | ----- |
| 2009 | BatMan                             | (doble de riesgo)     |       |
| 2010 | Kick-Ass                           | (doble de riesgo)     |       |
| 2010 | Scott Pilgrim vs The World         | (acrobacias)          |       |
| 2011 | The Eagle                          | (ejecución de trucos) |       |
| 2011 | I Am Number Four                   | (doble de riesgo)     |       |
| 2011 | Blitz                              | (doble de riesgo)     |       |
| 2011 | Captain America: The First Avenger | (acrobacias)          |       |
| 2011 | Sherlock Holmes: A Game of Shadows | (doble de riesgo)     |       |
| 2012 | Skyfall                            | (doble de riesgo)     |       |
| 2013 | 47 Ronin                           | (doble de riesgo)     |       |
| 2016 | Assassin's Creed                   | (doble de riesgo)     |       |

## Otras lecturas
- Staff (3 de septiembre de 2005), «Damien tumbles to glory», Derby Evening Telegraph: 37, Factiva DEBTEL 0020050904e19300019.
- Hill, Ed (14 de abril de 2009), «City gymnast tumbles into career as movie stuntman», Derby Evening Telegraph: 3, Factiva DEBTEL 0020090415e54e0002p, archivado desde el original el 19 de octubre de 2011, consultado el 2 de junio de 2011.
- Hill, Ed (18 de diciembre de 2009), «Damien tumbles on to big hit», Derby Evening Telegraph: 13, Factiva DEBTEL 0020091219e5ci0001v, archivado desde el original el 1 de octubre de 2012, consultado el 2 de junio de 2011.
- Hill, Ed (5 de enero de 2011), «Will Smith tells city stuntman 'make my son flipping good'», Derby Evening Telegraph: 3, Factiva DEBTEL 0020110105e7150001s, archivado desde el original el 1 de octubre de 2012, consultado el 2 de junio de 2011.